# Vladímir Gardin
Vladímir Rostislavovitx Gardin (en rus: Владимир Ростиславович Гардин) (18 de gener de 1877  – 28 de maig de 1965, nascut a Blagonravov)  fou un pioner del cinema rus, de professió director i actor, que va consacrar la seva vida a la millora del nivell artístic del cinema rus.
Va guanyar-se inicialment renom com a actor teatral en les adaptacions de clàssics russos de Vera Komissarzhevskaia i altres directors. L'any 1913 es va dedicar al cinema i va començar a produir versions cinematogràfiques de la gran ficció russa: Anna Karenina (1914), Kreitserova sonata (1914), Dvoriànskoe gnezdo (1914), Voinà i mir (lit. Guerra i pau, 1915, codirigida amb Iakov Protazànov), i Nakanune (lit. La vigília, 1915).
Després de la revolució russa de 1917, va organitzar i presidir la primera escola de cinema del món, ara coneguda com Institut Gueràssimov de Cinematografia, amb les famoses sigles VGIK. Amb l'arribada de les imatges sonores, va deixar de dirigir i va tornar a actuar. Els seus papers li van valer un gran reconeixement de la crítica i el títol d'Artista del Poble de l'URSS (1947).
Gardin va publicar dos volums de memòries el 1949 i el 1952. Un tercer llibre, Jizn i trud artista (en rus ''Жизнь и труд артиста'', lit. Vida i treball de l'artista), va aparèixer el 1960, escrit conjuntament amb la seva esposa.

## Filmografia (selecció)
Director
- Kliutxi stxastia (Ключи счастья, lit. Les claus de la felicitat', 1913); codirigida amb Iàkov Protazànov
- Dni naxei jizni (Дни нашей жизни, lit. Els dies de la nostra vida, 1914)
- Anna Karenina (1914)
- Kreitserova sonata (Крейцерова соната, 1914)
- Dvoriànskoe gnezdo (Дворянское гнездо, lit. Un niu de nobles, 1914)
- Voinà i mir (Война и мир, lit. Guerra i pau, 1915)
- Peterburgskie truxobi (Петербургские трущобы, lit. Els barris marginals de Petersburg, 1915); codirigida amb Iàkov Protazànov
- Nakanune (Накануне, lit. La vigília, 1915)
- Misl (Мысль, lit. Pensament, 1916)
- Jeleznaia piata (Железная пята, lit. El taló de ferro, 1919)
- Golod... golod... golod (Голод... голод... голод, lit. Fam... fam... fam, 1921)
- Serp i molot (Серп и молот, lit. La falç i el martell, 1921)
- Prizrak brodit po Evrope (Призрак бродит по Европе, lit. Un fantasma recorre Europa, 1923)
- Slessar i Kantsler (Слесарь и Канцлер, lit. El serraller i el canceller, 1923)
- Krest i mauser (Крест и маузер, lit. Creu i mauser, 1925)
- Solotoi sapas (Золотой запас, lit. Reserves d 'or, 1925)
- Medvejia svadba (Медвежья свадьба, lit. Les noces de l'ós, 1926)
- Poet i tsar (Поэт и царь,  lit. El poeta i el tsar, 1927)
- Kastus Kalinovski (Кастусь Калиновский, 1928)

Actor
- Snaiper (Снайпер, lit. El franctirador, 1931)
- Contsert Betkhovena (Концерт Бетховена, lit. El concert de Beethoven, 1936)
- Pugatxov (Пугачёв, 1937)
- Stepan Rasin (Степан Разин, 1939)
- Solistka baleta (Солистка балета, lit. Ballet solista, 1947)

## Memòria
El 1968 es va erigir una placa commemorativa a Sant Petersburg (carrer Potemkinskaya, 9), dissenyada per l'arquitecte Vladimir Vasilkovski. La inscripció de la placa conté les paraules "L'artista popular de l'URSS Vladimir Rostislavovitx Gardin va viure en aquesta casa des de 1927 fins a 1965" (en rus: «В этом доме с 1927 года по 1965 год жил ССССС народа по 1965 Владимир Ростиславович Гардин».